# Robert Morley (6e baron Morley)
Pour les articles homonymes, voir Morley.
Robert de Morley, 6e baron Morley (20 novembre 1418 - 25 septembre 1442) est un baron de la pairie d'Angleterre. Il est seigneur de Morley, Hingham et Hockering à Norfolk.
Il est le fils d'Isabelle de la Pole et de Thomas de Morley, 5e baron Morley de Rye qui prend part à la bataille d'Azincourt en 1415, au siège de Rouen en 1418, à celui de Melun en 1420, à celui de Meaux en 1421 et reste au côté de Charles V jusqu'à sa mort en aout 1422.
Robert de Morley a deux sœurs : Anne, née vers 1413, épouse de John Hastings, 9e baron Hastings et Elisabeth épouse de John Arundell de Lanherne. En 1442, il épouse Elizabeth, fille de Guillaume de Ros, 6e baron de Ros. 
Robert hérite du titre de baron Morley à la mort de son père en 1435 et décède sept ans plus tard à l'âge de 23 ans. A sa mort en 1442, sa fille Alianore de Morley hérite du titre de baronne de Morley. Elle épouse William Lovel, avec lequel elle a un fils : Henry Lovel, 8e baron Morley .  
William Lovel est convoqué au parlement le 10 aout 1469 sous le nom de« Willielmo Lovel de Morley » jure uxoris (en droit de sa femme); il meurt en 1476, peu après Alianore. 